# Leslie Lam
Leslie Lam es un deportista hongkonés-canadiense que compitió en tenis de mesa adaptado. Ganó cuatro medallas en los Juegos Paralímpicos de Verano en los años 1972 y 1976.

## Palmarés internacional
| Representando a Hong Kong |                  |                   |              |
| Juegos Paralímpicos       |                  |                   |              |
| Año                       | Lugar            | Medalla           | Prueba       |
| 1972                      | Heidelberg (RFA) | Medalla de plata  | Individual 2 |
| 1972                      | Heidelberg (RFA) | Medalla de bronce | Equipo 2     |
| Representando a Canadá    |                  |                   |              |
| Juegos Paralímpicos       |                  |                   |              |
| Año                       | Lugar            | Medalla           | Prueba       |
| 1976                      | Toronto (Canadá) | Medalla de plata  | Individual 2 |
| 1976                      | Toronto (Canadá) | Medalla de bronce | Equipo 3     |